# O'Neal Nunataks
O'Neal Nunataks är nunataker i Antarktis. De ligger i Västantarktis. Chile gör anspråk på området.